# Guillermo Lovell
Guillermo Lovell   (Dock Sud, 14 de gener de 1918 - 25 d'octubre de 1967) va ser un boxejador argentí que va competir durant la dècada de 1930. Era germà del també boxejador Santiago Lovell.
El 1936 va prendre part en els Jocs Olímpics d'Estiu de Berlín, on guanyà la medalla de plata de la categoria del pes pesant del programa de boxa. Va perdre en la final contra l'alemany Herbert Runge.
Entre 1940 i 1942 disputà tres combats com a boxejador professional amb un balanç de dues victòries i una derrota.